# Гугкаев, Сергей Савельевич
Сергей Савельевич Гугкаев — советский хозяйственный, государственный и политический деятель.

## Биография
Родился в 1912 году в селе Хумалаг. Член КПСС.
Окончил Орджоникидзевский железнодорожный техникум, Московский электромеханический институт инженеров транспорта.
В 1937—1955 — мастер, начальник цеха вагонного депо, заместитель начальника, начальник вагонной службы, заместитель начальника, начальник Орджоникидзевской железной дороги.
В 1955—1959 — начальник Орджоникидзевского вагоноремонтного завода.
В 1959—1965 — секретарь, второй секретарь Орджоникидзевского горкома КПСС.
В 1965—1966 — первый секретарь Орджоникидзевского горкома КПСС.
Делегат XXIII съезда КПСС.
Умер в 1966 году в Орджоникидзе.

## Награды
- Орден Отечественной войны I степени
- Орден Отечественной войны II степени
- Орден Трудового Красного Знамени (дважды)